# Brisbane International 2018
27°31′30″ пд. ш. 153°0′26″ сх. д. / 27.52500° пд. ш. 153.00722° сх. д.
Brisbane International 2018 - тенісний турнір, що проходив на відкритих кортах з твердим покриттям Queensland Tennis Centre у Брисбені (Австралія). Проходив у рамках Туру ATP 2018 і Туру WTA 2018. Відбувсь удесяте і тривав з 31 грудня 2017 до 7 січня 2018 року. Рафаель Надаль і Енді Маррей збирались розпочати свій сезон 2018 року, але знялись через постійні травми. 5 жовтня 2017 року чинні чемпіони Григор Димитров і Кароліна Плішкова оголосили, що візьмуть участь.

## Призові очки і гроші

### Розподіл очок
| Дисципліна                 | П   | Ф   | ПФ  | ЧФ  | 1/8 | 1/16 | Q   | Q3  | Q2  | Q1  |
| Одиночний розряд, чоловіки | 250 | 150 | 90  | 45  | 20  | 0    | 12  | 6   | 0   | Н/Д |
| Парний розряд, чоловіки    | 250 | 150 | 90  | 45  | 0   | Н/Д  | Н/Д | Н/Д | Н/Д | Н/Д |
| Одиночний розряд, жінки    | 470 | 305 | 185 | 100 | 55  | 1    | 25  | 18  | 13  | 1   |
| Парний розряд, жінки       | 470 | 305 | 185 | 100 | 1   | Н/Д  | Н/Д | Н/Д | Н/Д | Н/Д |

### Розподіл призових грошей
| Дисципліна                 | П        | Ф        | ПФ      | ЧФ      | 1/8     | 1/161  | Q3     | Q2     | Q1     |
| Одиночний розряд, чоловіки | $83,650  | $44,055  | $23,865 | $13,595 | $8,010  | $4,745 | $2,135 | $1,070 | Н/Д    |
| Парний розряд, чоловіки *  | $25,410  | $13,360  | $7,240  | $4,140  | $2,430  | Н/Д    | Н/Д    | Н/Д    | Н/Д    |
| Одиночний розряд, жінки    | $190,732 | $101,475 | $54,200 | $23,265 | $12,477 | $6,813 | $3,560 | $1,890 | $1,050 |
| Парний розряд, жінки *     | $47,545  | $25,410  | $13,880 | $7,062  | $3,839  | Н/Д    | Н/Д    | Н/Д    | Н/Д    |

1Кваліфаєри отримують і призові гроші 1/16 фіналу.

*на пару

## Учасники чоловічих змагань

### Сіяні
| Країна               | Гравець         | Рейтинг1 | Посіяний |
| -------------------- | --------------- | -------- | -------- |
| Болгарія             | Григор Димитров | 3        | 1        |
| Велика Британія      | Енді Маррей     | 16       | 2        |
| Австралія            | Нік Киріос      | 21       | 3        |
| Канада               | Мілош Раоніч    | 24       | 4        |
| Люксембург           | Жіль Мюллер     | 25       | 5        |
| Аргентина            | Дієго Шварцман  | 26       | 6        |
| Боснія і Герцеговина | Дамір Джумгур   | 30       | 7        |
| Німеччина            | Міша Зверєв     | 33       | 8        |

- 1 Рейтинг подано станом на 25 грудня 2017.

### Інші учасників
Нижче наведено учасників, які отримали вайлдкард на участь в основній сітці:
- Алекс Де Мінаур
- Джон Міллман
- Джордан Томпсон

Нижче наведено гравців, які пробились в основну сітку через стадію кваліфікації:
- Ернесто Ескобедо
- Майкл Ммо
- Пітер Поланскі
- Джон-Патрік Сміт

Як щасливий лузер в основну сітку потрапили такі гравці:
- Яннік Ганфманн

### Знялись з турніру
До початку турніру
- Енді Маррей → його замінив  Яннік Ганфманн
- Рафаель Надаль → його замінив  Меттью Ебден
- Кей Нісікорі → його замінив  Френсіс Тіафо

### Завершили кар'єру
- Денис Істомін

## Учасники основної сітки в парному розряді

### Сіяні
| Країна        | Гравець           | Країна          | Гравець        | Рейтинг1 | Сіяна |
| ------------- | ----------------- | --------------- | -------------- | -------- | ----- |
| Фінляндія     | Генрі Контінен    | Австралія       | Джон Пірс      | 7        | 1     |
| Бразилія      | Марсело Демолінер | Нова Зеландія   | Майкл Венус    | 49       | 2     |
| Мексика       | Сантьяго Гонсалес | Чилі            | Хуліо Перальта | 57       | 3     |
| Нова Зеландія | Маркус Даніелл    | Велика Британія | Домінік Інглот | 88       | 4     |

- 1 Рейтинг подано станом на 25 грудня 2017.

### Інші учасники
Нижче наведено пари, які отримали вайлдкард на участь в основній сітці:
- Ллейтон Г'юїтт /  Джордан Томпсон

### Знялись з турніру
Під час турніру
- Раян Гаррісон

## Учасниці

### Сіяні
| Країна          | Гравчиня            | Рейтинг1 | Посіяна |
| --------------- | ------------------- | -------- | ------- |
| Іспанія         | Гарбінє Мугуруса    | 2        | 1       |
| Чехія           | Кароліна Плішкова   | 4        | 2       |
| Україна         | Еліна Світоліна     | 6        | 3       |
| Франція         | Каролін Гарсія      | 8        | 4       |
| Велика Британія | Джоанна Конта       | 9        | 5       |
| Франція         | Крістіна Младенович | 11       | 6       |
| Латвія          | Анастасія Севастова | 16       | 7       |
| Австралія       | Ешлі Барті          | 17       | 8       |

- 1 Рейтинг подано станом на 25 грудня 2017.

### Інші учасниці
Нижче наведено учасниць, які отримали вайлдкард на участь в основній сітці:
- Дестані Аява[5]
- Айла Томлянович[5]

Нижче наведено гравчинь, які пробились в основну сітку через стадію кваліфікації:
- Катерина Бондаренко
- Дженніфер Брейді
- Кая Канепі
- Олександра Соснович

Як щасливий лузер в основну сітку потрапили такі гравчині:
- Гезер Вотсон

### Відмовились від участі
До початку турніру
- Петра Квітова → її замінила  Гезер Вотсон
- Магдалена Рибарикова → її замінила  Кетрін Белліс
- Слоун Стівенс (knee injury) → її замінила  Ана Конюх
- Олена Весніна → її замінила  Татьяна Марія

### Знялись
- Каролін Гарсія
- Джоанна Конта
- Гарбінє Мугуруса

## Учасниці в парному розряді

### Сіяні
| Країна            | Гравчиня           | Країна    | Гравчиня                   | Рейтинг1 | Сіяна |
| ----------------- | ------------------ | --------- | -------------------------- | -------- | ----- |
| Китайський Тайбей | Латіша Чжань       | Чехія     | Андреа Сестіні-Главачкова  | 6        | 1     |
| Австралія         | Ешлі Барті         | Австралія | Кейсі Деллаква             | 21       | 2     |
| Канада            | Габріела Дабровскі | КНР       | Сюй Їфань                  | 34       | 3     |
| Словенія          | Андрея Клепач      | Іспанія   | Марія Хосе Мартінес Санчес | 48       | 4     |

- 1 Рейтинг подано станом на 25 грудня 2017.

### Інші учасниці
Пари, що отримали вайлд-кард на участь в основній сітці:
- Прісцілла Хон /  Айла Томлянович
- Медісон Кіз /  Гезер Вотсон

Пари, що потрапили в основну сітку як заміна:
- Сорана Кирстя /  Анастасія Севастова

### Знялись з турніру
До початку турніру
- Карла Суарес Наварро

## Переможці

### Одиночний розряд, чоловіки
- Нік Киріос —  Раян Гаррісон, 6–4, 6–2

### Одиночний розряд, жінки
- Еліна Світоліна —  Олександра Соснович, 6–2, 6–1

### Парний розряд, чоловіки
- Генрі Контінен /  Джон Пірс —  Леонардо Маєр /  Орасіо Себальйос, 3–6, 6–3, [10–2]

### Парний розряд, жінки
- Кікі Бертенс /  Демі Схюрс —  Андрея Клепач /  Марія Хосе Мартінес Санчес, 7–5, 6–2